# Sergio Molina
Sergio Molina (Buenos Aires, 1964) é um tradutor, editor e jornalista argentino, radicado no Brasil.

## Biografia
Nascido em Buenos Aires, em 1964, Sergio Molina mudou-se para o Brasil aos nove anos de idade.
Na Universidade de São Paulo, estudou Ciências Sociais, Letras, Editoração e Jornalismo.
Iniciou sua carreira como tradutor em 1986, vertendo para o português mais de sessenta livros, de autores como Miguel de Cervantes, Ricardo Piglia, Jorge Luis Borges, Ernesto Sabato, Roberto Arlt, Mario Vargas Llosa, Alejo Carpentier e César Aira. 
Em 2004, sua tradução de D. Quixote foi premiada na 46º edição do Prêmio Jabuti.

## Trabalhos notáveis

### Traduções
- Dom Quixote, Cervantes[3].
- Obras completas II, de Jorge Luis Borges (com Josely Vianna Baptista, Leonor Scliar-Cabral, Nelson Ascher, Carlos Nejar & Alfredo Jacques).
- Anos de formação: Os diários de Emilio Renzi, Ricardo Piglia.
- Os anos felizes: os Diários de Emilio Renzi, Ricardo Piglia.
- Um dia na vida: Os diários de Emilio Renzi, Ricardo Piglia.
- O túnel, Ernesto Sabato.
- O século das luzes, Alejo Carpentier.
- Madri 1940: Memórias de um jovem fascista, Francisco Umbral.